# Caty McNally
Catherine "Caty" McNally (født 20. november 2001 i Cincinnati, Ohio, USA) er en professionel tennisspiller fra USA.